# Fort-de-France
Fort-de-France település a Franciaország egyik tengerentúli megyéjének számító Martinique szigetén. A Martinique fővárosának számító településen koncentrálódnak a sziget fontosabb adminisztratív, katonai és kulturális funkciói. A város egyúttal Kis-Antillák szigetcsoport egyik fontos gazdasági, kereskedelmi csomópontja és kikötővárosa is. A városnak ahol 2008-ban 89 000 az agglomerációnak pedig 130 822 lakosa volt. Ugyanakkor a város egy 170 000 fős konurbáció középpontja is, amelynek része a szomszédos Le Lamentin, (ahol a sziget nemzetközi repülőtere található), Schœlcher, Saint-Joseph és Case-Pilote települések is.
A város neve számos alkalommal változott az idők során: a franciák Cul-de-Sac Royal nak keresztelték el a helyet (1635-1672), ami később a Fort-Royal nevet kapta (1672-1793). A forradalom idején Fort-de-la-République vagy République-Ville nevet viselte rövid ideig (1793-1794) majd visszakapta a Fort-Royal nevet, amit 1807-ben változtattak meg a mai elnevezésre.
Lakosait a Foyalais elnevezéssel illetik.

## Lakosság
| Lakosok száma | 13 130 | 24 692 | 60 648 | 98 807 | 100 080 | 86 753 | 125 036 | 80 041 | 76 512 | 75 165 |
|               | 1853   | 1901   | 1954   | 1974   | 1990    | 2011   | 2014    | 2017   | 2019   | 2022   |

## Fordítás
- Ez a szócikk részben vagy egészben  a   Fort-de-France című francia Wikipédia-szócikk ezen változatának fordításán alapul.  Az eredeti cikk szerkesztőit annak laptörténete sorolja fel. Ez a jelzés csupán a megfogalmazás eredetét és a szerzői jogokat jelzi, nem szolgál a cikkben szereplő információk forrásmegjelöléseként.